# Ahamed Samorah
Ahamed Samorah (ur. 10 maja 1993) – marokański zapaśnik walczący w stylu klasycznym.
Zdobył dwa medale na mistrzostwach Afryki w latach 2013 – 2016. Siódmy na igrzyskach śródziemnomorskich w 2013 roku.